# Султреков, Анатолий Егорович
Анатолий Егорович Султреков (Солбанах) — (5 апреля 1954 года, д. Тарбаган, Таштыпский район, Хакасская автономная область) — журналист, писатель, поэт. Член Союза журналистов СССР, член Союза писателей России (1999). Заслуженный работник культуры Республики Хакасия (1998). Лауреат литературной премии Главы Республики Хакасия — Председателя Правительства Республики Хакасия имени Николая Доможакова.

## Биография
Родился 5 апреля 1954 года. в многодетной семье работника сельской почты. После окончания Таштыпской средней школы поступил в Абаканский государственный педагогический институт. Уже тогда тесно сотрудничал с редакцией областной газеты на хакасском языке «Ленин чолы», посещал литературное объединение «Утренняя зоренька», руководителем которого был Николай Георгиевич Доможаков. В мае 1977 года получил диплом, а летом уже работал в газете «Ленин чолы». В его трудовой книжке всего одна запись: больше сорока лет он работает в газете, которая сейчас называется «Хабар». Сперва занимался сельским хозяйством, потом молодёжной тематикой, культурой.
Первая книга «Медвежье сердце» вышла в 1994 году. Он один из немногих в республике, кто пишет книги на хакасском языке. Им написано немало биографий талантливых жителей Хакасии. Наиболее востребованы и любимы читателями — «Сэнсэй» (о первом хакасском мастере спорта, каратисте Алексее Карамашеве), «Путь девушек-богатырей» (о развитии женской вольной борьбы в Хакасии), «Мыкайла» (о поэте и драматурге Михаиле Кильчичакове). В 2014 году вышла книга — «Радость победы», посвящённая бронзовому призёру Олимпийских игр в Сеуле, борцу Сергею Карамчакову.
По признанию писателя: "«Я же ярый язычник, во всех своих книгах на примере главных героев пытаюсь делать всё, чтобы люди не забыли обычаи, традиции, сакральные места Хакасии…».
Неоднократный победитель и призёр региональных и всероссийских конкурсов спортивных журналистов. В 2017 году стал лауреатом литературной премии Главы Республики Хакасия — Председателя Правительства Республики Хакасия имени Николая Доможакова. Ветеран труда, награждённый медалью «Трудовая доблесть Хакасии». В его активе — высшая награда Союза журналистов России «За заслуги перед профессиональным сообществом». Среди достижений — победа в республиканском конкурсе журналистского мастерства «Вперёд, Хакасия!» (2019). Ему вручены кубок и диплом победителя в номинации «Журналист года».

## Краткая библиография
- Медвежье сердце: повесть и рассказы / А. Султреков. — Абакан: [б.и.], 1994. — 128 с. — На хакас. яз.

- Голос чатхана: учебное пособие / А. Султреков. — Абакан : Хакас. кн. изд-во, 1995. — 126с. — На хакас. яз.

- Дуплистое дерево: повесть / А. Султреков. — Абакан: Хакас. кн. изд-во, 1996. — 94, [2] с.: ил. — На хакас. яз.

- Путь девушек-богатырей / А. Султреков. — Абакан: Роса, 2000. — 112с. — На хакас. яз.

- Красные ягоды — от всей души / А. Султреков. — 2000. — 126 с. — На хакас. яз.

- Яркие звёзды: учебное пособие / А. Султреков. — Абакан: [б.и.], 2002. — 172 с. — На хакас. яз.

- Тайны горы Чалбарт = Чалбарт хайаның чазыттары: [сборник / авт.-сост. А. Е. Султреков]. — Абакан: Хакас. кн. изд-во, 2008. — 288, [4] с. — На хакас. яз.

- Поющее дерево / А. Е. Султреков. — Абакан: Хакас. кн. изд-во, 2009. — 180 с. : ил. — На хакас. яз.

- Мыкайла : художественно-публицистическая повесть / А. Султреков. — Абакан: Хакас. кн. изд-во, 2009. — 324 с. — На хакас. яз.

- Сэнсэй : повесть/ А. Султреков. — Абакан: Хакас. кн. изд.-во, 2012.- 289, [14] с. : ил.,портр. — На хакас. яз.

- Чиңiс ӧрiнiзi = Радость победы: [художественно-публицистическая повесть] / А. Султреков. — Абакан: Хакас. кн. изд-во, 2014. — 436 с. — На хакас. яз.